# ثلاثة عشر على العشاء (فلم)
ثلاثة عشر على العشاء (بالإنجليزية: Thirteen at Dinner) هو فيلم أمريكي بريطاني تلفزيوني لعام 1985 وقد ظهر فيه المحقق البلجيكي هيركيول بوارو. وقصة الفيلم مقتبسة عن رواية أجاثا كريستي موت اللورد إدجوير، والظريف في هذا الفيلم أن ديفيد سيجت لعب دور كبير المفتشين جاب، وقد اشتهر ديفيد سيجت بلعب دور هيركيول بوارو في المسلسل التلفزيوني أجاثا كريستي بوارو

## بطولة
- بيتر أوستينوف بدور هيركيول بوارو
- فاي دوناواي بدور جين ويلكنسون / كارلوتا آدمز
- جوناثان سيسيل بدور آرثر هستنغز
- بيل نيغي بدور رونالد مارش
- ديان كين بدور السائق جين
- جون برايد بدور المدير السينمائي
- بنديكت تايلور بدور دونالد روس
- لي هورسلي بدور براين مارتن
- ألان كثبيرتسون بدور السير مونتاج كورنر
- جون بارون بدور اللورد جورج ادجوير
- ليزلي دنلوب بدور أليس بينيت
- أفريل إلغر بدور الآنسة كارول
- أماندا بيز بدور جيرالدين مارش
- جون كورامبي بدور السير مونتيجو بتل
- باميلا سالم بدور السيدة ويلدبيرن
- لو أنطونيو بدور منتج الفيلم
- ديفيد سيجت بدور المفتش جيمس جاب

## وصلات خارجية
- ثلاثة عشر على العشاء على موقع IMDb (الإنجليزية)
- ثلاثة عشر على العشاء على موقع روتن توميتوز (الإنجليزية)
- ثلاثة عشر على العشاء على موقع ألو سيني (الفرنسية)
- ثلاثة عشر على العشاء على موقع فيلمافينيتي (الإسبانية)
- ثلاثة عشر على العشاء على موقع قاعدة بيانات الأفلام السويدية (السويدية)
- ثلاثة عشر على العشاء على موقع قاعدة بيانات الفيلم (الإنجليزية)
- ثلاثة عشر على العشاء على موقع ليتربوكسد (الإنجليزية)
- ثلاثة عشر على العشاء على موقع كينوبويسك (الروسية)

1. ↑  "معلومات عن ثلاثة عشر على العشاء (فيلم) على موقع ssl.ofdb.de". ssl.ofdb.de. مؤرشف من الأصل في 2020-03-13.
2. ↑  "معلومات عن ثلاثة عشر على العشاء (فيلم) على موقع allocine.fr". allocine.fr. مؤرشف من الأصل في 2018-10-03.
3. ↑  "معلومات عن ثلاثة عشر على العشاء (فيلم) على موقع kinopoisk.ru". kinopoisk.ru. مؤرشف من الأصل في 2016-04-12.